# Moskevské oslavy Dne vítězství 2010

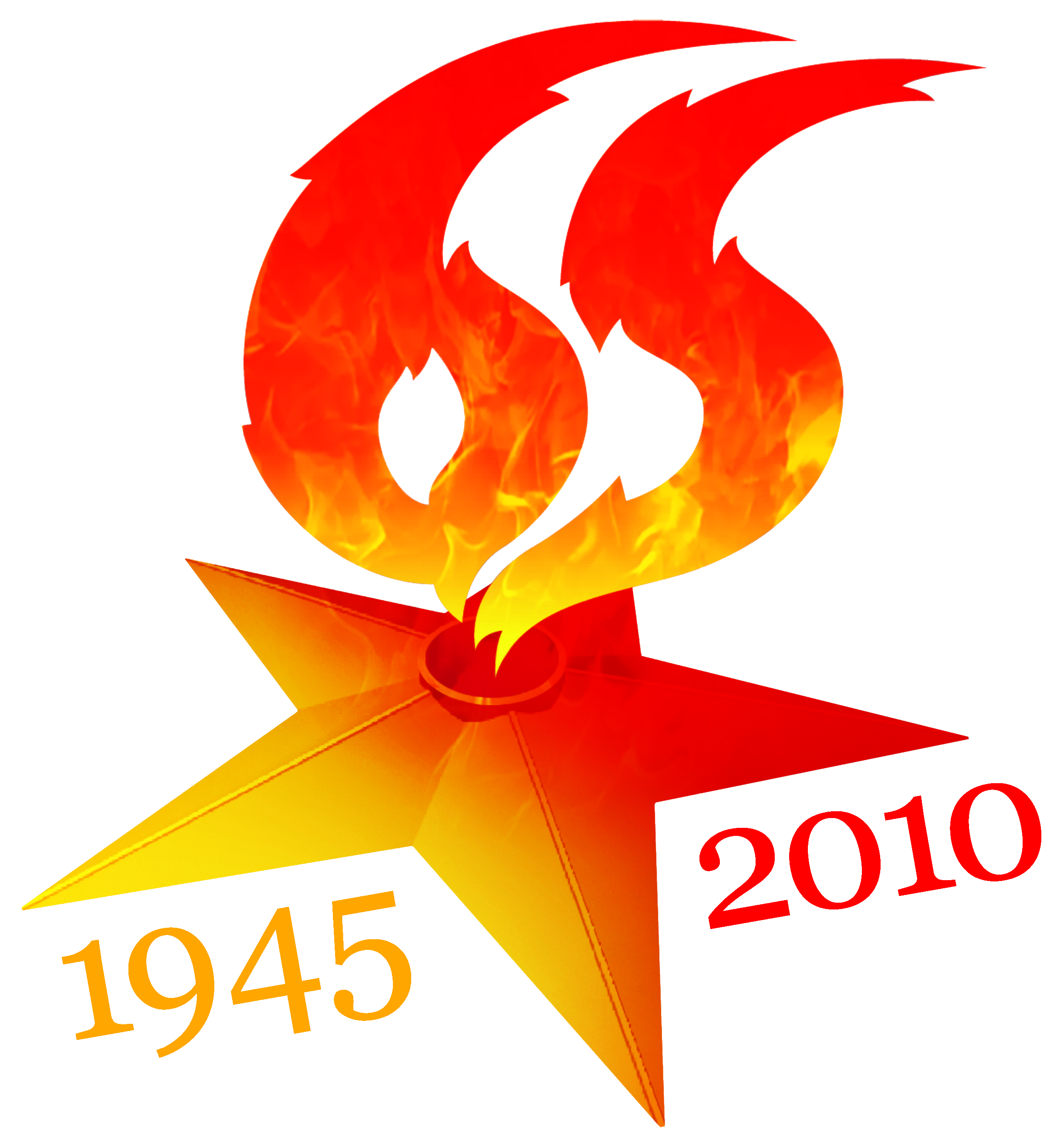
Logo oslav

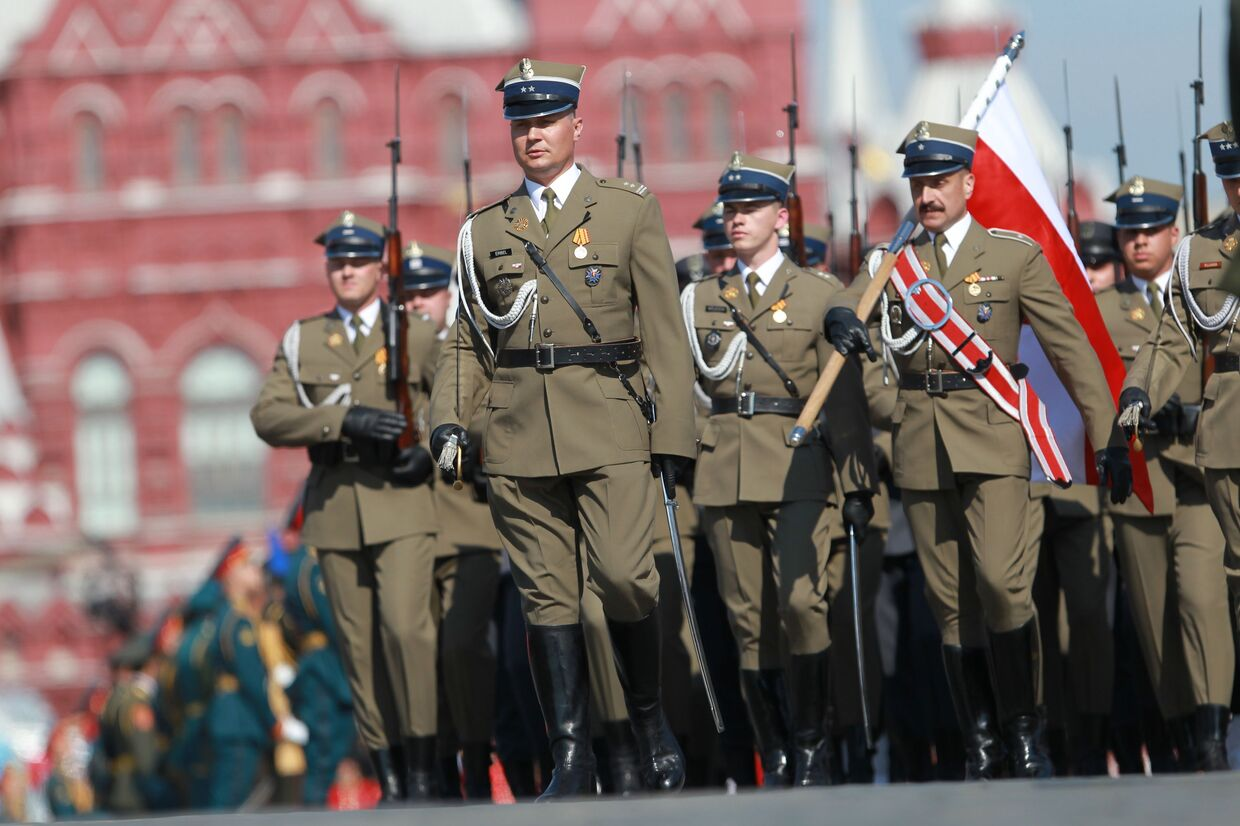
Polská jednotka na přehlídce

Moskevské oslavy Dne vítězství v roce 2010 se konaly 9. května 2010 na Rudém náměstí na připomínku 65. výročí bezpodmínečné kapitulace nacistického Německa, tedy také na připomínku vítězství Sovětského svazu ve Velké vlastenecké válce.
Jednalo se o největší vojenskou přehlídku v Moskvě od rozpadu Sovětského svazu v roce 1991. Účastnilo se 127 letadel a vrtulníků, 11 135 osob a také byla předvedena mezikontinentální balistická raketa Topol-M. Poprvé za celou dobu konání výročních přehlídek se účastnily také vojenské jednotky spojenců Sovětského svazu z druhé světové války, Francie, Polska, Spojeného království, Spojených států amerických a také z členů Společenství nezávislých států. 
Náklady na přehlídku dosáhly výše 1,3 miliardy rublů (dle tehdejšího směnného kurzu ~ 34 milionů euro).

## Předvedená vojenská technika
Letadla, která se účastnila: Iljušin Il-76, Iljušin Il-78, Antonov An-124, Suchoj Su-27, Iljušin Il-80, Berijev A-50, Tupolev Tu-22M, Suchoj Su-25, Mikojan MiG-29, Mikojan MiG-31, Tupolev Tu-95 a Tupolev Tu-160 a Jakovlev Jak-130.
Byl představen i vrtulník Mil Mi-26 a balistická raketa Topol-M.

### Zahraniční účast
Ze Společenství nezávislých států se účastnily Arménie, Ázerbájdžán, Bělorusko, Kazachstán, Kyrgyzstán, Moldavsko, Tádžikistán, Ukrajina. Na přání turkmenistánské vlády byl letecky z Ašchabadu dopraven kůň, aby mohl jet v čele turkmenského oddílu důstojník na koni.
Z Francie se zúčastnili piloti a letadla, z Polska, Spojeného království a Spojených států amerických přijely pěší jednotky.
Přítomnost zahraničních jednotek nebyla v Rusku vnímána čistě kladně, na oslavách svátku práce zorganizovaném Komunistickou stranou Ruské federace, na které několik tisíc lidí protestovalo proti účasti jednotek Severoatlantické aliance.  